# 中国科学院国家天文台
中国科学院国家天文台（National Astronomical Observatories, Chinese Academy of Sciences，简称NAOC），加挂国家航天局空间碎片监测与应用中心、中国科学院天文大科学研究中心、中国科学院南美天文研究中心牌子，由原北京天文台、云南天文台、新疆天文台（原乌鲁木齐天文观测站）、长春人造卫星观测站等台站及南京天文光学技术研究所于2001年合并而成，总部位于原北京天文台总部，在河北省兴隆县建有观测基地，该基地拥有一台直径2.16米（85英寸）的光学望远镜，大天区面积多目标光纤光谱望远镜（LAMOST）。在北京市怀柔区建有怀柔太阳观测基地。国台正在开展的项目包括：FAST、LAMOST、CSRH、探月工程以及量子科学实验卫星等。
国家天文台总部设在北京市朝阳区大屯路。国台在太阳物理学方面颇有建树。现任台长是刘继峰。

## 国家天文台（总部）观测设备[2]
- 郭守敬望远镜（LAMOST）
- 中国天眼（FAST）
- 宇宙第一缕曙光探测阵列（21CMA）
- 50米射电望远镜（GRAS-1）
- 40米射电望远镜（GRAS-3）
- 70米射电望远镜（GRAS-4）
- 35厘米太阳磁场望远镜
- 2.16米光学望远镜
- 60/90厘米施密特望远镜
- 1米光学望远镜
- 暗能量射电探测实验（天籁）阵列
- 中德亚毫米波望远镜
- SONG望远镜

## 国家天文台（总部）天文技术工程项目
- 大天区面积多目标光纤光谱望远镜（LAMOST）：已建成，位于兴隆观测基地。
- 500米口径球面射电望远镜（FAST）：已啟用，位于贵州省黔南州平塘县大窝凼洼地。
- 中国厘米分米波频谱日像仪：已启用，该仪器位于内蒙古锡林郭勒盟正镶白旗明安图镇。
- “嫦娥工程”地面应用系统
- “量子科学实验卫星”地面应用系统

## 重点研究领域
- 宇宙大尺度结构
- 星系形成和演化
- 天体高能和激发过程
- 恒星形成和演化
- 太阳磁活动和日地空间环境
- 天文地球动力学
- 太阳系天体和人造天体动力学
- 空间天文观测手段
- 空间探测、天文新技术和新方法

## 科学杂志
国家天文台系中国天文学会团体会员单位，创办了拥有自主知识产权的国际核心英文学术期刊Research in Astronomy and Astrophysics（RAA）。国家天文台还办有中文核心期刊《国家天文台台刊》和现代科普刊物《中国国家天文》。

## 院士名录
- 王绶琯：历任中国科学院北京天文台研究员、台长、名誉台长，与苏定强共创LAMOST项目。
- 艾国祥：北京天文台前台长。
- 陈建生：国家天文台研究员，北京大学天文系主任、教授
- 周又元: 国家天文台研究员，中国科学技术大学和北京大学教授。
- 欧阳自远：中国科学院地球化学研究所研究员，国家天文台高级顾问。
- 黄润：云南天文台研究员。
- 潘君骅：南京天文光学技术研究所研究员。
- 崔向群：南京天文光学技术研究所研究员。
- 苏定强：由天文爱好者成长为天文学家的一个典范，南京天文光学技术研究所研究员。
- 方励之：1984年9月任中国科学技术大学副校长，曾参与创建了中国高校首个天体物理实验室，中国科学技术大学天体物理中心主任。